# Бабьян, Казимир Андреевич
Казимир Андреевич Бабьян (пол. Kazimierz Babian; 25 февраля 1895 — 28 апреля 1965) — советский и польский военный деятель, генерал-майор интендантской службы ВС СССР, генерал бригады Народного Войска Польского; в годы Великой Отечественной войны — интендант 1-й армии Войска Польского.

## Биография
Родился 25 февраля 1895 года в деревне Порости Лидского уезда Виленской губернии. Поляк. Окончил два класса технического училища, работал слесарем на Северо-Западной железной дороге в Таллине. В мае 1915 года призван в Русскую императорскую армию, окончил унтер-офицерское училище и был принят в 158-й запасный пехотный полк, где служил командиром взвода.
С 20 апреля 1918 года в рядах Красной Армии, был командиром стрелкового взвода. Участник Гражданской войны в России на Северо-Западном и Западном фронтах с 1918 по 1921 годы. В 1927 году окончил школу командиров пехоты, став командиром стрелковой роты, позже служил командиром батальона и комендантом полковой школы младших офицеров. В 1930-е годы был интендантом 17-й отдельной дивизии и начальником ВХС 18-го стрелкового корпуса.
Проживал в Куйбышевке-Восточной. 19 июля 1938 года арестован по обвинению в контрреволюционной деятельности, однако 25 февраля 1939 года особым отделом НКВД 18-й стрелковой дивизии уголовное дело было немедленно прекращено.
В годы Великой Отечественной войны — участник обороны Москвы и член штаба обороны Москвы зимой 1941/1942 годов, участник боёв на Волховском и 1-м Белорусском фронтах. В сентябре 1943 года направлен в 1-й Польский корпус Армии Людовой, с 1944 года был главным интендантом. 3 ноября 1944 года решением Государственного народного совета произведён в генералы бригады Войска Польского. В апреле 1944 года после образования 1-й польской армии Войска Польского назначен её интендантом. Участник боёв за Варшаву, Берлин и Прагу. В СССР вернулся в 1946 году.
Дважды кавалер советских ордена Отечественной войны I степени, орденов Ленина и Красного Знамени; кавалер польских Командорского креста со звездой Ордена Возрождения Польши, ордена «Крест Грюнвальда» III степени и Золотого Креста Заслуги.
Скончался 28 апреля 1965 года. 26 июля 1999 года посмертно реабилитирован.

## Награды

### СССР
- Орден Ленина (21.02.1945) — за выслугу лет
- Орден Красного Знамени (1944) — «за выслугу лет»[4]
- Орден Отечественной войны I степени (23 марта 1945) — за организацию бесперебойного снабжения советских войск, «чем способствовал успеху действий армии по занятию Праги»[1]
- Орден Отечественной войны I степени (11 июля 1945) — за организацию в трудных условиях бесперебойного снабжения армии[4]
- Медаль «За освобождение Варшавы»
- Медаль «За победу над Германией в Великой Отечественной войне 1941—1945 гг.»
- Медаль «За взятие Берлина»
- Медаль «XX лет Рабоче-Крестьянской Красной Армии» (1939)[6][4]

### Польша
- Командорский крест со звездой Ордена Возрождения Польши (24 мая 1946) — «за выдающиеся заслуги и образцовую службу»[7]
- Командорский крест Ордена Возрождения Польши
- Офицерский крест Ордена Возрождения Польши
- Орден «Крест Грюнвальда» III степени (11 мая 1945) — решение Президиума Государственного народного совета от 11 мая 1945 года «за героические усилия и действия, проявленные в борьбе с немецкими захватчиками»[8][9]
- Золотой Крест Заслуги